# گرومن جی۲اف داک
گرومن جی۲اف داک (به انگلیسی: Grumman J2F Duck) یک هواپیمای ساختِ کارخانهٔ گرومن در کشور ایالات متحده آمریکا است. نخستین استفاده‌کنندهٔ این هواپیما نیروی دریایی ایالات متحده آمریکا بوده‌است. این هواپیما برای نخستین بار در ۱۹۳۶ میلادی مورد استفاده قرار گرفت.